# Ivana Trump
Ivana Marie Trump z domu Zelníčková (ur. 20 lutego 1949 w Gottwaldovie, zm. 14 lipca 2022 w Nowym Jorku) – czesko-amerykańska biznesmenka, pisarka i modelka. W latach 1977–1992 żona Donalda Trumpa.

## Życiorys

### Rodzina i edukacja
Urodziła się jako Ivana Zelníčková w położonym na Morawach mieście Gottwaldov (obecnie Zlin). Jej rodzicami byli Miloš Zelníček i Marie Francová. Od najmłodszych lat przejawiała talent do jazdy na nartach, który rozwijała dzięki ojcu.
W 1967 rozpoczęła studia na Wydziale Kultury Fizycznej Uniwersytetu Karola w Pradze, które ukończyła z tytułem magistra wychowania fizycznego. Twierdziła, że w trakcie studiów została wybrana jako rezerwowa do drużyny narciarskiej (w konkurencjach slalom i zjazd) kadry olimpijskiej Czechosłowacji na XI Zimowe Igrzyska Olimpijskie w 1972, jednakże jej rzekome członkostwo w ówczesnej kadrze olimpijskiej zakwestionował w 1989 szef Czechosłowackiego Komitetu Olimpijskiego Petr Pomezny, który w wywiadzie dla czasopisma „Spy” powiedział, że w żadnym oficjalnym rejestrze dotyczącym igrzysk z 1972 nie figuruje nazwisko Zelníčkovej.
W 1971 poślubiła austriackiego agenta ubezpieczeniowego i narciarza Alfreda Winklmayra, z którym rozwiodła się dwa lata później.

### Kariera
Po rozwodzie wyjechała do Kanady, gdzie mieszkał jej przyjaciel z dzieciństwa, George Syrovatka, właściciel firmy wytwarzającej futra. Niedługo później zaczęła prezentować jego kolekcje jako modelka na pokazach organizowanych przez najlepsze kanadyjskie agencje. W połowie lat 70. przyjechała do Nowego Jorku, aby wziąć udział w kampanii promującej Letnie Igrzyska Olimpijskie w Montrealu. Tam, podczas imprezy w klubie Maxwell’s Plum poznała przedsiębiorcę Donalda Trumpa, którego roczne zarobki zamykały się wtedy w przedziale 50-75 tysięcy dolarów. 7 kwietnia 1977 wzięła z nim ślub w Marble Collegiate Church na Manhattanie. Miała z nim troje dzieci: Donalda Jr. (ur. 1977), Ivankę (ur. 1981) i Erica (ur. 1984). Małżeństwo Trumpów uchodziło w latach 80. za czołową parę nowojorskiej elity biznesowej.
Zajęła jedno z głównych stanowisk w zarządzie firmy The Trump Organization i czynnie uczestniczyła (jako konsultantka i projektantka wnętrz) w realizacji wielu przedsięwzięć biznesowych męża, takich jak renowacja hotelu Grand Hyatt i budowa wieżowca Trump Tower na Manhattanie, a także inwestycja w kasyna w Atlantic City: Trump Plaza i Trump Taj Mahal. Sprawowała przy tym funkcje kierownicze w kasynie Trump Castle i zakupionym przez Trumpa w 1988 Hotelu Plaza. Również w 1988 uzyskała amerykańskie obywatelstwo. W 1990 na jaw wyszedł romans Trumpa z aktorką Marlą Maples, który doprowadził do rozwodu Trumpów w 1992. Zgodnie z umową zawartą w dniu ślubu, Ivana przy rozwodzie otrzymała od męża 25 milionów dolarów, ponadto wywalczyła 350 tysięcy dolarów rocznych alimentów na dzieci, a także wartą 14 milionów dolarów posiadłość w Connecticut i 49% udziałów w rezydencji Mar-a-Lago w Palm Beach na Florydzie.
Tuż po rozwodzie napisała dwie powieści: For Love Alone i Free to Love. W 1995 opisała swoje doświadczenia związane z rozwodem w bestsellerowym poradniku The Best Is Yet to Come: Coping with Divorce and Enjoying Life Again. W tym samym roku zawarła związek małżeński z włoskim przedsiębiorcą Riccardo Mazzucchellim, z którym rozwiodła się w 1997.
Pod koniec lat 90. założyła firmę Ivana Haute Couture, zajmującą się produkcją ubrań, perfum i biżuterii, a także podmiot gospodarczy Ivana Inc., za pośrednictwem którego negocjowała z kontrahentami warunki wystąpień publicznych oraz różnych przedsięwzięć medialnych. W 1996 wystąpiła w roli cameo w filmie Zmowa pierwszych żon. W 2005 zaangażowała się w projekt znany jako Ivana Las Vegas, nigdy nie wybudowany 73-piętrowy apartamentowiec. W 2006 została prowadzącą telewizyjny program randkowy Ivana Young Man.
W kwietniu 2008 wyszła za młodszego o 24 lata aktora Rossana Rubicondiego. Kosztujące 3 miliony dolarów wesele z udziałem 400 gości odbyło się w rezydencji Mar-a-Lago. W grudniu tego samego roku poinformowała w mediach, że trzy miesiące wcześniej złożyła do sądu wniosek o separację, co – jak podkreślała – było spowodowane tym, że między nią a jej mężem panuje relacja typu związek, nie związek.
W 2010 pozwała do sądu jedną z fińskich firm odzieżowych w związku z tym, że ta wykorzystała logotyp jej firmy bez zezwolenia przy sprzedawanych przez siebie ubraniach. W tym samym roku zajęła siódme miejsce w brytyjskiej edycji programu Celebrity Big Brother.
14 lipca 2022 po południu została znaleziona martwa w swoim mieszkaniu na Manhattanie, w dzielnicy Upper East Side. Przypuszczalnie śmierć nastąpiła na skutek upadku ze schodów, choć nie wyklucza się również zawału serca. Jej pogrzeb odbył się 20 lipca w rzymskokatolickim kościele św. Wincentego Ferreriusza w Upper East Side. Tego samego dnia pochowano ją na cmentarzu położonym na terenie należącego do Donalda Trumpa klubu golfowego Trump National Golf Club w gminie Bedminster w stanie New Jersey.
W 2022 roku została pośmiertnie odznaczona czeskim Medalem Za Zasługi I stopnia.